# روبن روس (غطاس)
روبن روس هو غطاس كندي، ولد في 5 ديسمبر 1985 في ريجاينا في كندا.

## وصلات خارجية
- روبن روس على موقع الاتحاد الدولي للسباحة (الإنجليزية)
- روبن روس على موقع قاعدة بيانات الغوص IAT (الألمانية)
- روبن روس على موقع اللجنة الأولمبية الدولية (الإنجليزية)
- روبن روس على موقع أوليمبيديا (الإنجليزية)
- روبن روس على موقع اللجنة الأولمبية الكندية (الإنجليزية)
- روبن روس على موقع اتحاد ألعاب الكومنولث (مؤرشف) (الإنجليزية)